# Kallenberg und Kaiserberg
Kallenberg und Kaiserberg ist ein Naturschutzgebiet auf dem Gebiet der baden-württembergischen Gemeinden Eschelbronn und Neidenstein. 

## Kenndaten
Das Naturschutzgebiet wurde mit Verordnung des Regierungspräsidiums Karlsruhe vom 6. September 1989 ausgewiesen und hat eine Größe von 39,6 Hektar. Es wird unter der Schutzgebietsnummer 2.120 geführt. Der CDDA-Code für das Naturschutzgebiet lautet 164006 und entspricht der WDPA-ID.

## Lage und Beschreibung

Das Gelände auf einem Luftbild

Das Schutzgebiet liegt zu 91 Prozent auf Markung Eschelbronn und beinhaltet den Steinbruch Kallenberg. Es liegt nördlich zwischen Eschelbronn und Neidenstein, jeweils direkt an die Ortslagen angrenzend. Der um 1900 am Kallenberg angelegte Steinbruch wurde 1977 stillgelegt. Im Gebiet liegen neben dem ehemaligen Steinbruch sowohl Streuobstwiesen als auch Grünlandzonen und Äcker. Auf den nährstoffarmen und trockenen Hängen des Kallenberges wachsen Arten der Magerwiesen wie die Golddistel (Carlina vulgaris), die Aufrechte Trespe (Bromus erectus) und die Fieder-Zwenke (Brachypodium pinnatum). Reste alter Obstbaumbestände lockern die Wiesenzüge auf.
Das Gebiet liegt im Naturraum 125-Kraichgau innerhalb der naturräumlichen Haupteinheit 12-Gäuplatten im Neckar- und Tauberland und ist Teil des FFH-Gebiets Nr. 6718-311 Nördlicher Kraichgau.
In dem Naturschutzgebiet herrscht aufgrund der vielen verschiedenen Biotope eine hohe Artenvielfalt.

## Schutzzweck
Wesentlicher Schutzzweck ist laut Schutzgebietsverordnung die Erhaltung und Förderung
- eines typischen, in der Biotopvielfalt und Artenzusammensetzung heutzutage einmaligen Landschaftsausschnitts,
- von extensiv genutzten landwirtschaftlichen Flächen, insbesondere einem potentiellen Vorkommen von Ackerwildkräutern,
- von naturnahen Biotoptypen, insbesondere den Schilfgebieten in der Schwarzbachaue,
- von Sekundärbiotopen, in denen weiterhin eine ungestörte Sukzession stattfinden soll,
- eines geologisch bedeutsamen Gesteinsaufschlusses für Forschung und Lehre,
- der in dem Gebiet vorkommenden Tier- und Pflanzengesellschaften und ihren Lebensräumen.

## Wandern
Ausgehend von dem Wanderparkplatz Kallenberg führt der etwa vier Kilometer lange Hetzenloch-Weg als Rundwanderweg durch das Naturschutzgebiet.

## Probleme
Das Gelände ist offiziell nicht zugänglich. Ein mit einer Schranke abgesperrter Zufahrtsweg wird jedoch immer wieder von Besucherinnen und Besuchern über Schleichwege und Trampelpfade umgangen. Laut Angaben des Landratsamts würde der Zugang nur sporadisch kontrolliert werden. Im Jahr 2020 wurde über zunehmende Umweltverschmutzung durch Müll, Zigarettenkippen und Kronkorken diskutiert, weswegen die Polizei beauftragt wurde, das Gebiet zu bestreifen. 2021 ließ das Regierungspräsidium Karlsruhe Hinweistafeln aufstellen, die auf das Verbot von offenem Feuer, Grillen, Zelten, Lagern, Baden und Feiern hinweisen.
Zunehmende Trockenheit führt dazu, dass die Tierwelt in das verbleibende Gewässer im See zurückgedrängt und dort teilweise von illegalen Badegästen gestört wird. Um dem Wasserrückgang entgegenzuwirken, gibt das Regierungspräsidium Karlsruhe bedarfsorientiert die Nachbefüllung einiger Vertiefungen durch einen Landwirt für bisher jährlich zwischen 1000 und 2500 Euro in Auftrag.